# Marasmius epiphyllus
Marasmius epiphyllus (Pers.) Fr., Epicrisis systematis mycologici (Uppsala): 386 (1838)

## Descrizione della specie
Cappello
Membranoso, convesso, appiattito, solcato radialmente, da bianco puro a bianco crema.
Lamelle
Distanti, ramificate, poco decorrenti, bianche.
Gambo
Filiforme, bianco verso il cappello, brunastro in basso.
Carne
Bianca nel cappello, biancastra nel gambo, insignificante.
Odore e sapore insignificanti.
Spore
10-11 x 3,5-4 µm, bianche in massa, fusiformi o oblungo-ellittiche.

## Habitat
Fruttifica in autunno, su ramoscelli e piccioli di foglie morte, in luoghi muscosi o erbosi.

## Commestibilità
Non commestibile, senza valore.

## Etimologia
Dal greco epi = sopra  e phyllon = foglia, per il suo habitat di crescita.

## Sinonimi e binomi obsoleti
- Agaricus epiphyllus Pers., Synopsis Methodica Fungorum (Göttingen): 468 (1801)
- Androsaceus epiphyllus (Pers.) Pat., Hyménomyc. Eur. (Paris): 105 (1887)
- Marasmius plantaginis (R. Heim) Singer, Agaricales in Modern Taxonomy, Edn 4 (Koenigstein): 365 (1986)
- Micromphale epiphyllum (Pers.) Gray, A Natural Arrangement of British Plants (London) 1: 622 (1821)